# Merriam-Webster
Merriam-Webster, Inc., à l'origine appelée G & C Merriam Company de Springfield, Massachusetts, est une entreprise américaine qui publie des livres de référence, principalement des dictionnaires, en référence au Dictionnaire Webster de Noah Webster en 1828.
Merriam-Webster est une filiale de Encyclopædia Britannica, Inc. depuis 1964.
Elle édite aussi sur Google Play et l'App Store d'Apple des applications de dictionnaires,.

## Historique

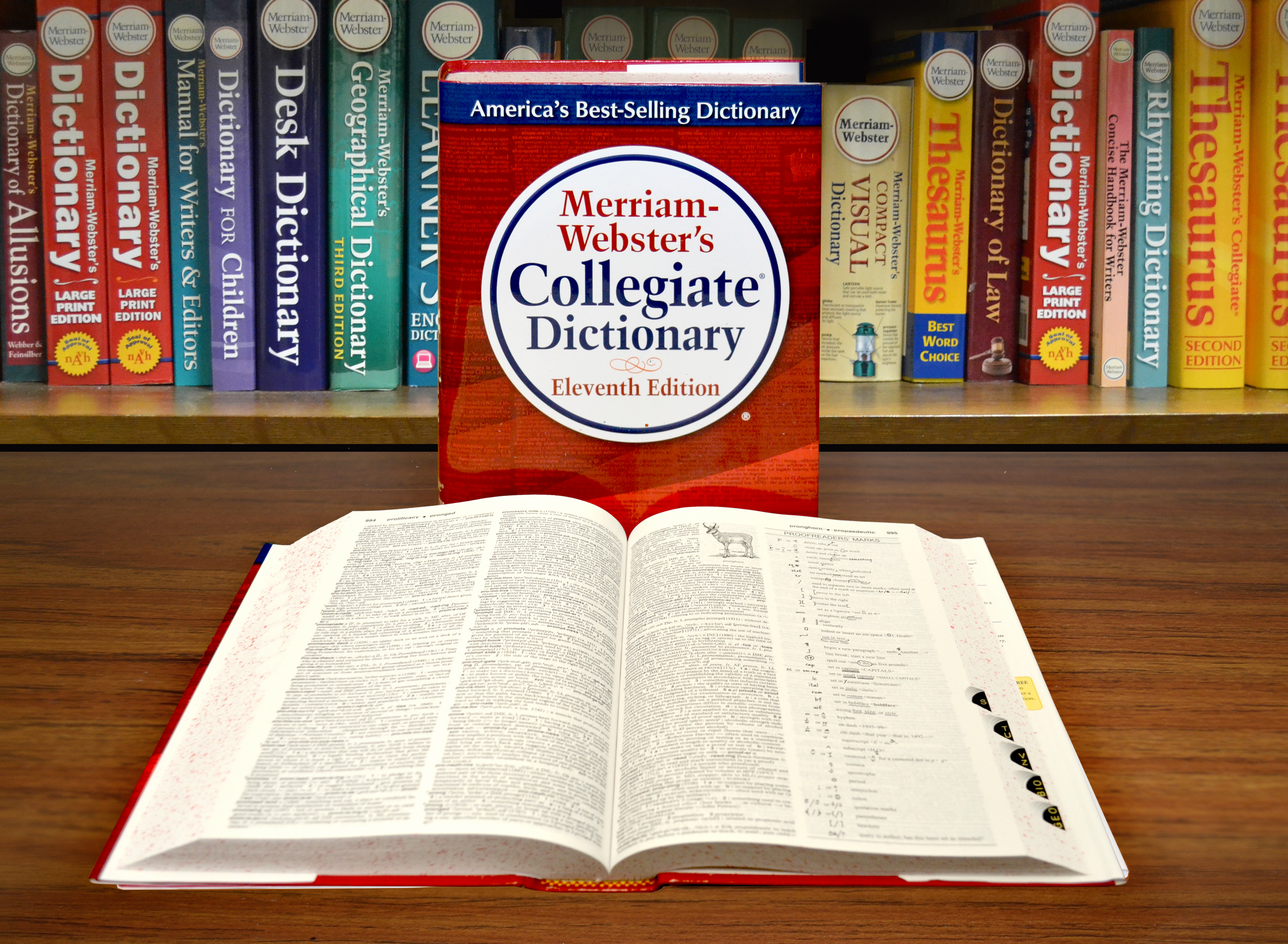
Merriam-Webster Collegiate Dictionary, 11e édition.